# 1981 en science
| Années de la science : 1978 - 1979 - 1980 - 1981 - 1982 - 1983 - 1984    |
| Décennies de la science : 1950 - 1960 - 1970 - 1980 - 1990 - 2000 - 2010 |

Cet article présente les faits marquants de l'année 1981 en science.

## Évènements
- 9 mars : Bruce Reitz (en) réussit la première greffe cœur-deux poumons sur Mary Gohlke[1].
- 16 mars : Gerd Binnig et Heinrich Rohrer inventent le microscope à effet tunnel[2].

- 3 avril : sortie du Osborne 1, un des premiers ordinateur portable[3].
- 27 avril : Xerox Corporation lance l'ordinateur Star avec souris et fenêtrage[4].
- 5 juin : le Centers for Disease Control, agence chargée du suivi des maladies épidémiques aux États-Unis, annonce officiellement dans le Morbidity and Mortality Weekly Report (en) cinq cas de pneumonie à Pneumocystis carinii liés à une déficience immunitaire chez de jeunes homosexuels de Los Angeles, plus tard identifiés comme les premières victimes du sida[5].
- 20 juillet : le coussin gonflable de sécurité (« airbag ») est commercialisé pour la première fois en Europe par le constructeur Mercedes[6].
- 12 août : lancement par IBM à l'hôtel Waldorf-Astoria à New York de l'IBM PC, ordinateur personnel équipé du système d'exploitation MS-DOS 1.0 et du Basic de Microsoft qui a coiffé au poteau Digital Research et son DR-DOS[7].
- 28 décembre : naissance du premier bébé éprouvette américain[8].

### Sciences physiques

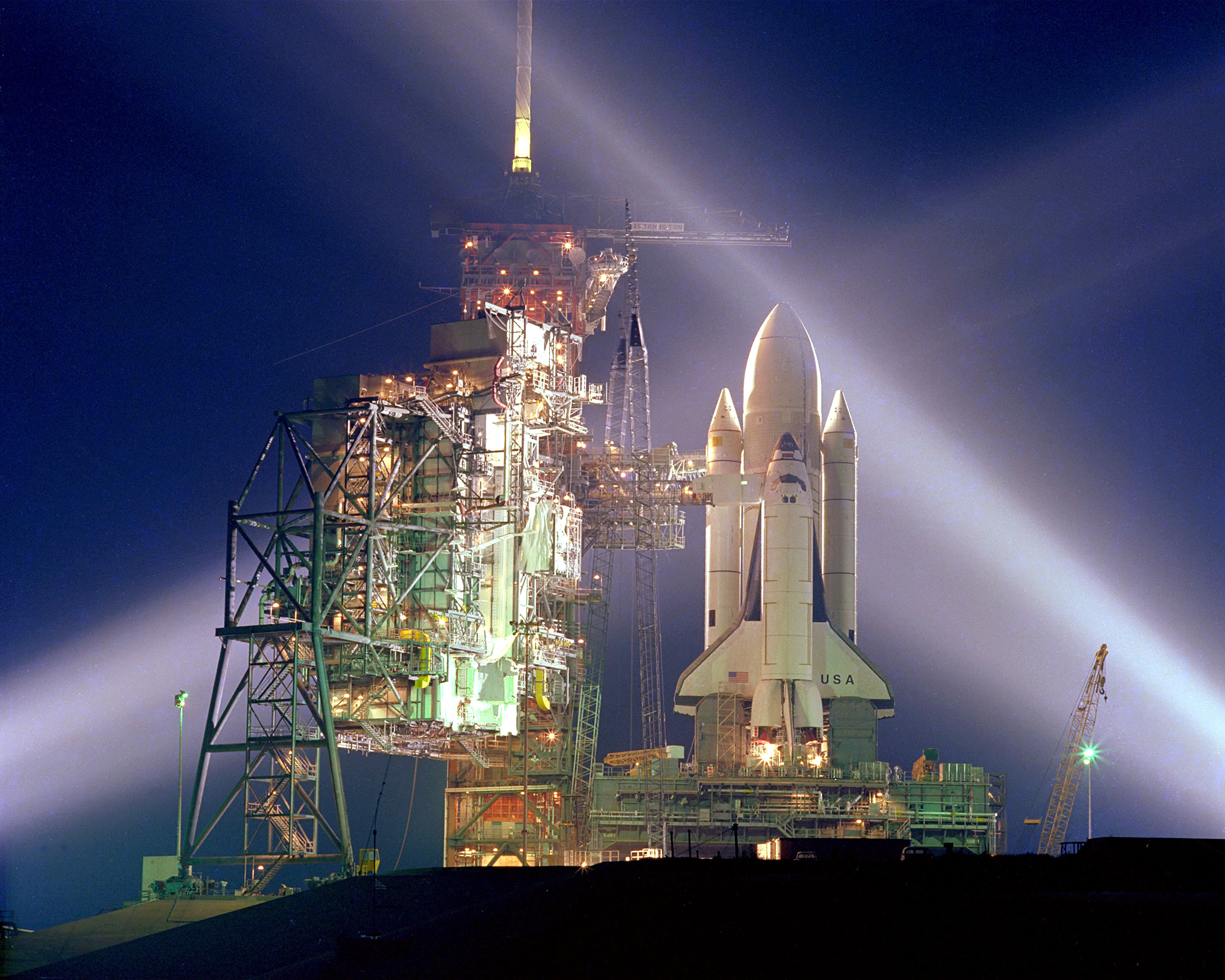
La première navette sur son pas de tir

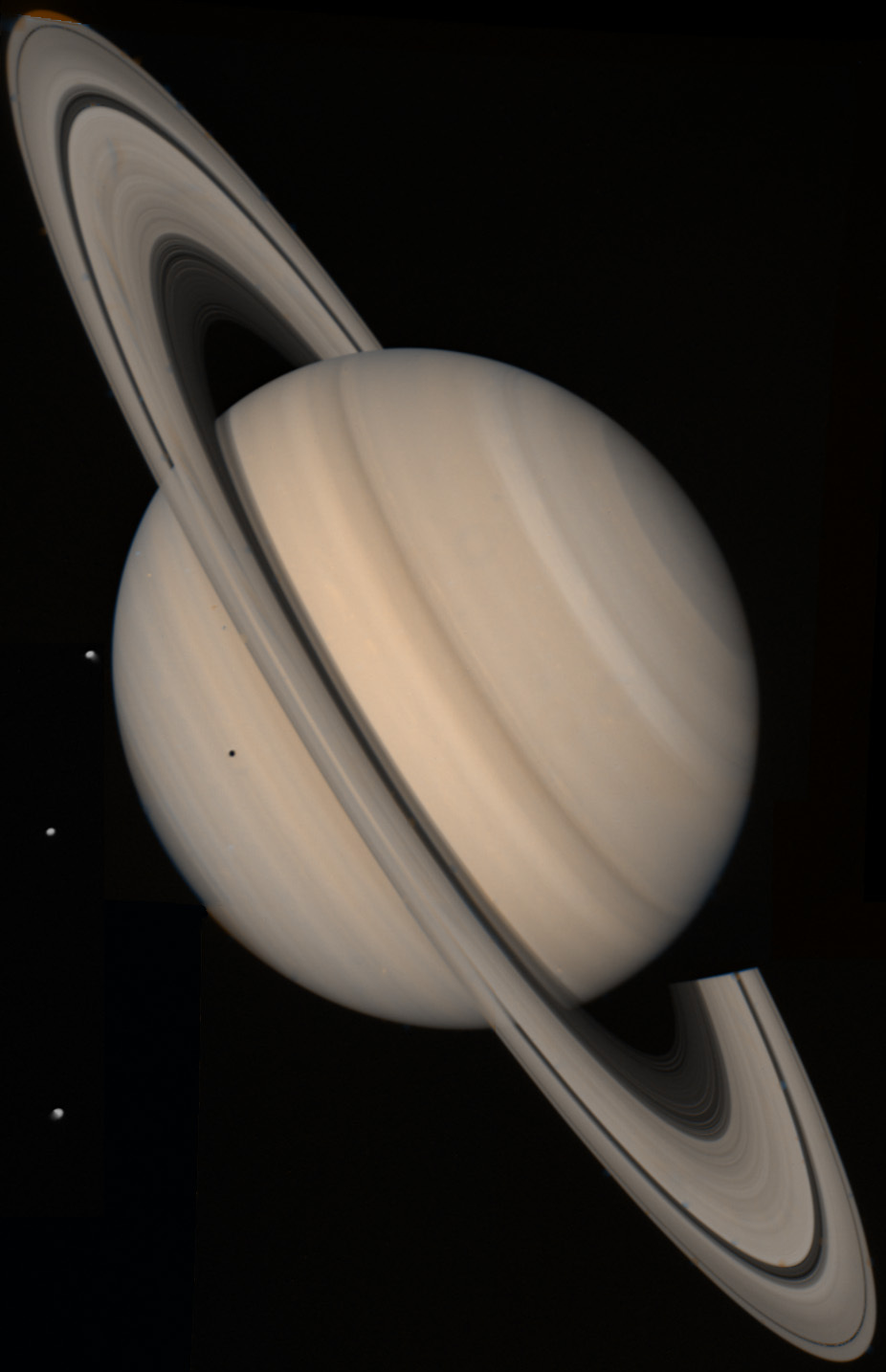
Saturne, assemblage de clichés de Voyager 2

- 24 février : synthèse du Bohrium (Bh), élément chimique de numéro atomique 107 au GSI à Darmstadt en Allemagne[9].
- 12 - 14 avril : premier vol de la navette spatiale américaine Columbia[10].

- 24 mai : découverte de Larissa, un satellite de Neptune, par Harold J. Reitsema, William B. Hubbard, Larry A. Lebofsky et David J. Tholen[11].
- 3 juillet : devant l'académie pontificale des sciences, Jean-Paul II constitue une commission d'étude de la controverse ptoléméo-copernicienne, chargée de réexaminer l'affaire Galilée[12].

- 25 août : la sonde américaine Voyager 2 approche Saturne à son maximum, et envoie des images de Saturne et de ses satellites[13].

## Publications
- Luigi Luca Cavalli-Sforza et Marcus Feldman (en) : Cultural Transmission and Evolution. Princeton University Press, Princeton, 1981.
- François Jacob : Le Jeu des possibles, essai sur la diversité du vivant, éditions Fayard
- Konrad Lorenz :  The Foundations of Ethology (1981) ; Les Fondements de l'éthologie, Flammarion, Paris (1984)
- Konrad Lorenz : L'Homme dans le fleuve du vivant, Flammarion, Paris (1981)

## Prix
- Prix Nobel

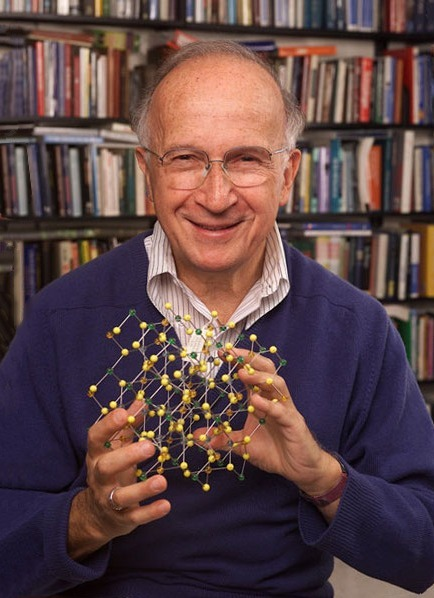
Roald Hoffmann

  - Prix Nobel de physiologie ou médecine : Roger Sperry, David Hubel (Américains), Torsten Wiesel (Suédois)
  - Prix Nobel de chimie : Kenichi Fukui (japonais), Roald Hoffmann (polonais)
  - Prix Nobel de physique : Nicolaas Bloembergen, Arthur Leonard Schawlow, Kai Siegbahn

- Prix Lasker
  - Prix Albert-Lasker pour la recherche médicale fondamentale : Barbara McClintock
  - Prix Albert-Lasker pour la recherche médicale clinique : Louis Sokoloff (en)

- Médailles de la Royal Society
  - Médaille Copley : Peter Mitchell
  - Médaille Davy : Ralph Alexander Raphael (en)
  - Médaille Hughes : Peter Higgs et Thomas Kibble
  - Médaille Leverhulme : Stanley George Hooker (en)
  - Médaille royale : Ralph Riley, Marthe Louise Vogt (en), Geoffrey Wilkinson

- Médailles de la Geological Society of London
  - Médaille Lyell : William Stuart McKerrow (de)
  - Médaille Murchison : George Malcolm Brown
  - Médaille Wollaston : Robert Minard Garrels (en)

- Prix Jules-Janssen (astronomie) : Georges Courtès
- Prix Turing en informatique : Edgar Frank Codd (systèmes de gestion de bases de données, en particulier celles relationnelles)
- Médaille Bruce (Astronomie) : Riccardo Giacconi
- Médaille Linnéenne : Brian Laurence Burtt (en) et Sir Cyril Astley Clarke (en)
- Médaille d'or du CNRS : Jean-Marie Lehn

## Naissances
- 28 février : Erik D. Demaine, mathématicien, informaticien et artiste canadien-américain.

- 18 avril : Audrey Tang, informaticienne taïwanaise.

- 28 octobre : Pranav Mistry, chercheur en informatique indien.

## Décès

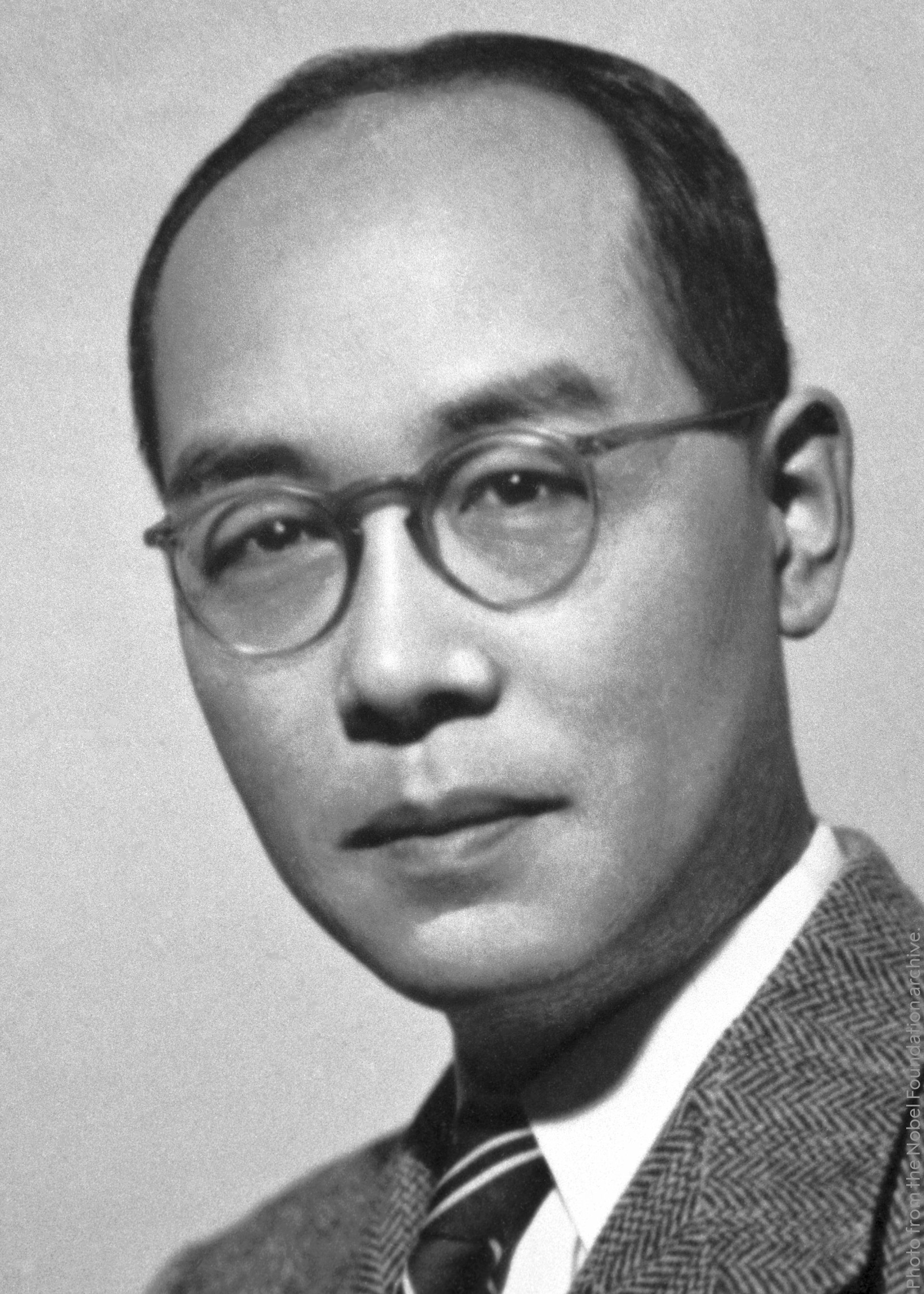
Hideki Yukawa

### 1ertrimestre
- 5 janvier : Harold Clayton Urey (né en 1893), chimiste américain.
- 30 janvier : Tsuneichi Miyamoto (né en 1907), ethnographe japonais.

- 5 février : Paul Couderc (né en 1899), astronome français.
- 6 février : Philippe Maupas (né en 1939), virologue français.

- 9 mars : Max Delbrück (né en 1906), biophysicien germano-américain, prix Nobel de physiologie ou médecine en 1969.
- 11 mars : Kazimierz Kordylewski (né en 1903), astronome polonais.

### 2etrimestre
- 29 avril : Félix Pollaczek (né en 1892), ingénieur et mathématicien franco-autrichien.
- 30 avril :
  - François Bordes (né en 1919), préhistorien français.
  - Jan Filip (né en 1900), archéologue tchécoslovaque.

- 11 mai : Odd Hassel (né en 1897), chimiste norvégien, prix Nobel de chimie en 1969.

- 3 juin : Carleton Coon (né en 1904), anthropologue américain.

### 3etrimestre
- 20 juillet : Abram Kardiner (né en 1891), psychiatre, psychanalyste et anthropologue américain.

- 5 août : Jerzy Neyman (né en 1894), statisticien polono-américain.
- 10 août : Jack Kiefer (né en 1924), statisticien américain.
- 26 août : Henri Victor Vallois (né en 1889), anthropologue français.

- 8 septembre :
  - Hideki Yukawa (né en 1907), physicien japonais, prix Nobel de physique en 1949.
  - Charles Mortram Sternberg (né en 1885), paléontologue et collectionneur de fossiles américain.
- 9 septembre : Jacques Lacan (né en 1901), psychiatre et psychanalyste français.
- 13 septembre : Georg Haas (né en 1905), herpétologiste et paléontologue israélien.

### 4etrimestre
- 3 octobre : Tadeusz Kotarbinski (né en 1886), philosophe, logicien et praxéologue polonais.
- 9 novembre : Frank Malina (né en 1912), ingénieur en aéronautique et peintre américain.
- 15 novembre : Walter Heitler (né en 1904), physicien germano-irlandais.
- 22 novembre : Hans Adolf Krebs (né en 1900), médecin et biochimiste allemand naturalisé britannique, prix Nobel de physiologie ou médecine en 1953.
- Novembre : Jane Hamilton Hall (née en 1915), physicienne américaine.
- 26 décembre : Henry Eyring (né en 1901), chimiste théoricien américain.